# Elisabeta Amalia de Hesse-Darmstadt
Elisabeta Amalia de Hesse-Darmstadt (Elisabeth Amalie Magdalene; 20 martie 1635 – 4 august 1709) a fost prințesă de Hesse-Darmstadt și soția Prințului-elector Philip Wilhelm.